# Menthon-Saint-Bernard
Menthon-Saint-Bernard is een gemeente in het Franse departement Haute-Savoie (regio Auvergne-Rhône-Alpes). De plaats maakt deel uit van het arrondissement Annecy. Menthon-Saint-Bernard telde op 1 januari 2022 1.889 inwoners.
Bezienswaardig is het Kasteel van Menthon-Saint-Bernard.

## Geografie
De gemeente ligt aan het Meer van Annecy. De oppervlakte van Menthon-Saint-Bernard bedroeg op 1 januari 2022 4,51 vierkante kilometer; de bevolkingsdichtheid was toen 418,8 inwoners per km².

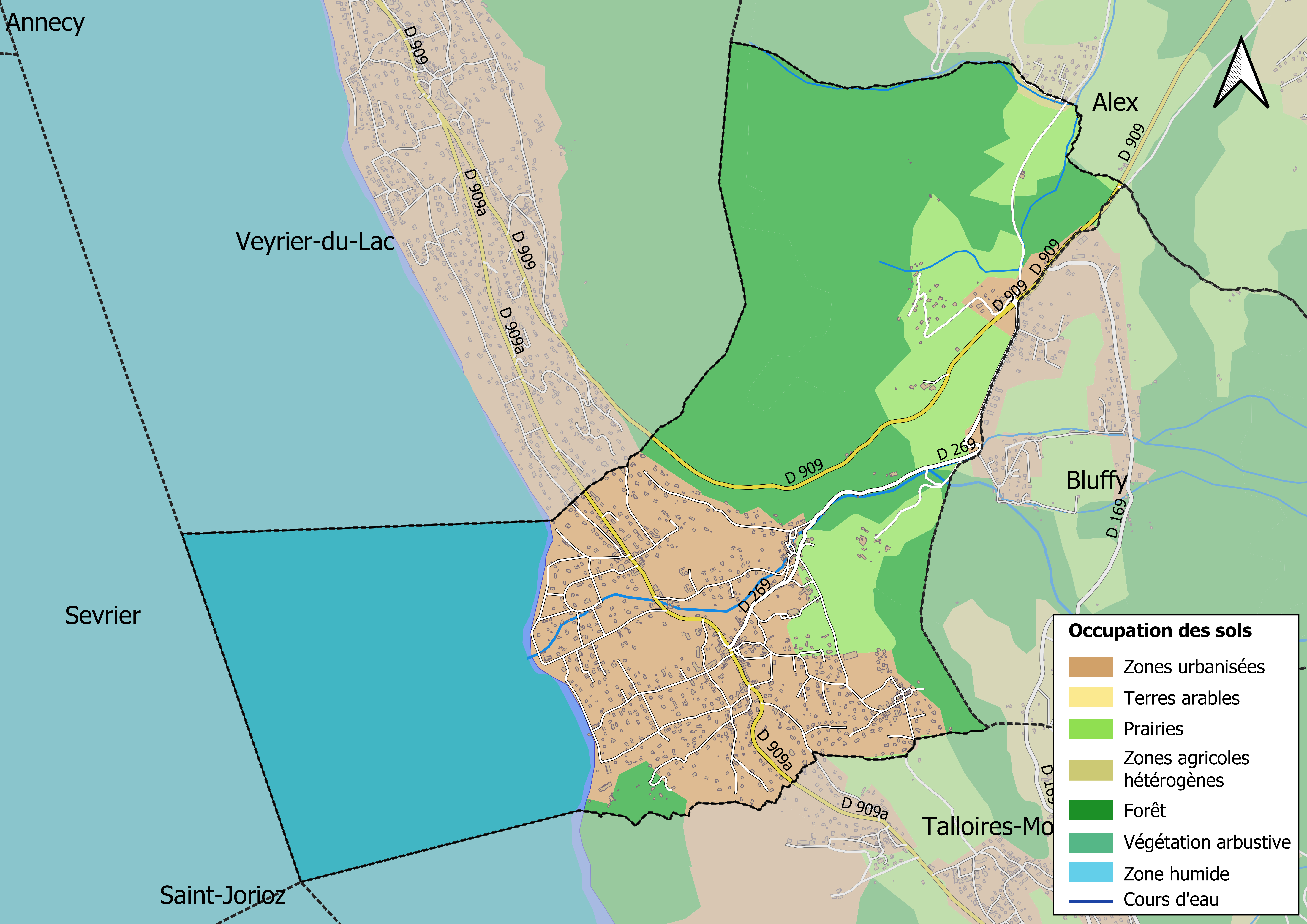
Kaart van de gemeente met de belangrijkste infrastructuur, bodemgebruik en omliggende gemeenten

## Demografie
Onderstaande figuur toont het verloop van het inwonertal (bron: INSEE-tellingen).